# Серенгеті

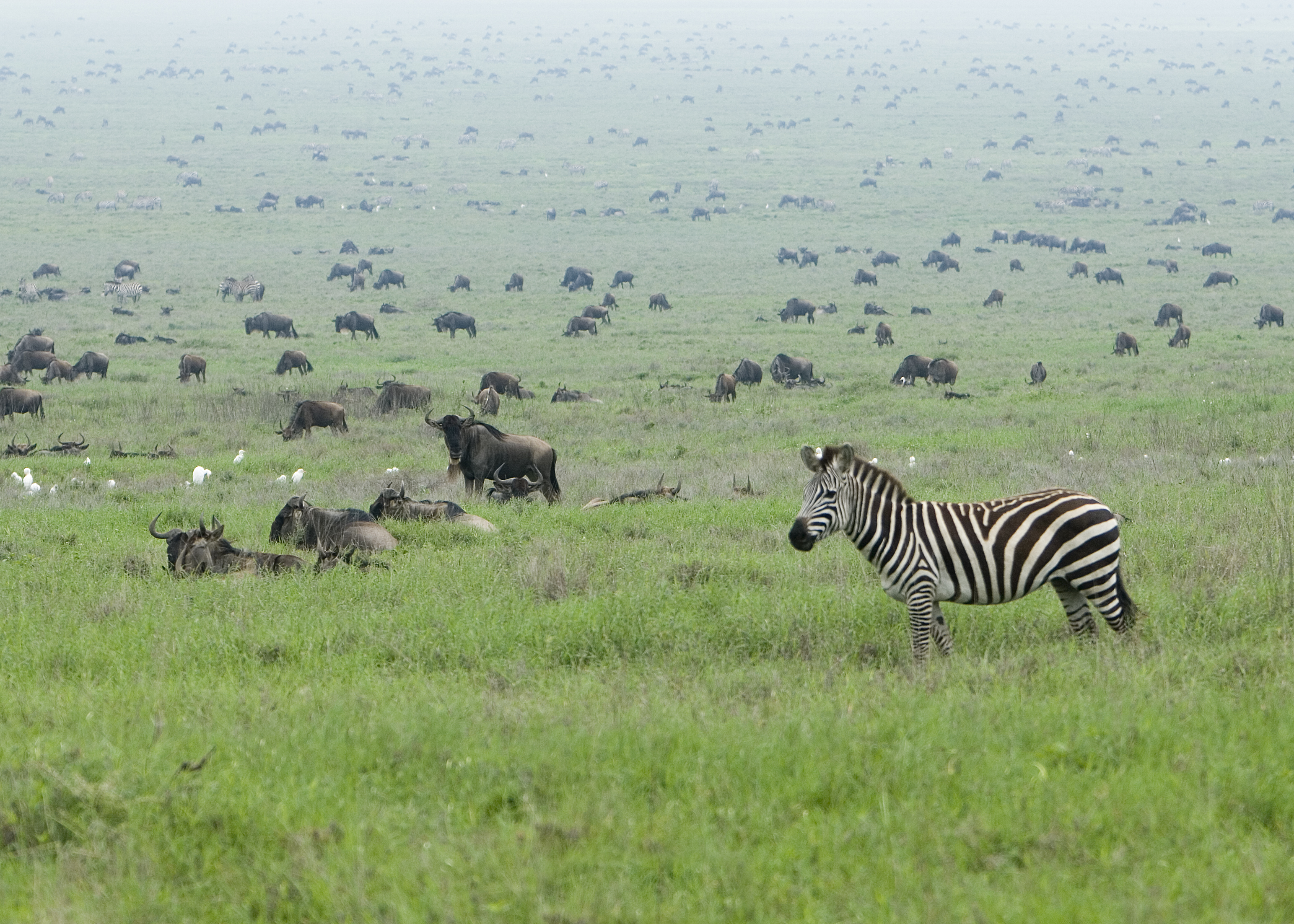
Зебри і антилопи гну під час міграції

Серенгеті (англ. Serengeti) — географічний регіон і саванна екосистема, розташовані від північного заходу Танзанії до південного заходу Кенії між широтами 1° і 3°C південної широти та між 34° і 36° східної довготи. Регіон займає площу близько 30 тис. км². Назва «Серенгеті» (Serengeti) походить з мови масаїв (маа), зокрема від слова serengit, що означає «безкраї рівнини» .
Регіон характеризується різноманітною фауною, й особливо відомий масовою сезонною міграцією тварин, що відбувається раз на півроку і приваблює в регіон численних туристів. У регіоні існує кілька національних парків і заказників диких тварин.
Тут мешкає 70 видів великих ссавців і близько 500 видів птахів. Таке значне біорізноманіття є результатом наявності багатьох типів навколишнього середовища в регіоні (просторової гетерогенності), від прирічкових лісів до боліт, пагорбів, луків і саван. Тут звичайні такі тварини як антилопа гну, газель, зебра й африканський буйвіл.

## Національний парк
Регіон Серенгеті охоплює Національний парк Серенгеті, який з своїма 14.763 квадратними кілометрами площі належить до найбільших і, безумовно, найбільш відомих національних парків світу. З 1981 року він є частиною Всесвітньої спадщини ЮНЕСКО, з біорезерватом розміром 23051 км². Національний парк Серенгеті був заснований безпосередньо завдяки багаторічним зусиллям всесвітньо відомого зоолога та фахівця в галузі поведінки тварин, автора чисельних книг, популяризатора природи та лауреата кінопремії «Оскар» Бернгарда Гржімека (1909—1987).